# Deportação dos intelectuais armênios
A deportação de intelectuais armênios, às vezes conhecida como Domingo Vermelho (armênio ocidental: Կարմիր կիրակի Garmir giragi), foi um evento que costuma ser considerado como o início do genocídio armênio. Nele, os líderes da comunidade armênia na capital otomana de Constantinopla, e, posteriormente, em outros locais, foram presos e enviados para dois centros de detenção perto de Ancara. A ordem foi dada pelo Ministro do Interior Talat Paxá, em 24 de abril de 1915. Naquela noite, a primeira onda de 235 a 270 intelectuais armênios de Constantinopla foram presos. Por fim, o número total de detenções e deportações atingiu os 2 345. Com a adoção da Lei Tehcir, em 29 de maio de 1915, esses detentos foram posteriormente realocados dentro do Império Otomano; a maioria deles foram, consequentemente, mortos. Cerca de oitenta, como Vrtanes Papazian e Komitas, sobreviveram.
O evento tem sido descrito pelos historiadores como um golpe de decapitação, que tinha a intenção de privar a população armênia de liderança e de uma chance de resistência. Para homenagear as vítimas do genocídio armênio, o dia 24 de abril é o Dia em Memória ao Genocídio Armênio. Utilizada pela primeira vez em 1919, nos quatro anos de aniversário dos eventos em Constantinopla, a data é geralmente considerada o dia em que o genocídio começou. O genocídio armênio desde então tem sido lembrado, anualmente, no mesmo dia, que tornou-se um feriado nacional na Arménia e na República de Artsaque e é lembrado pela diáspora armênia em todo o mundo.

## Deportação

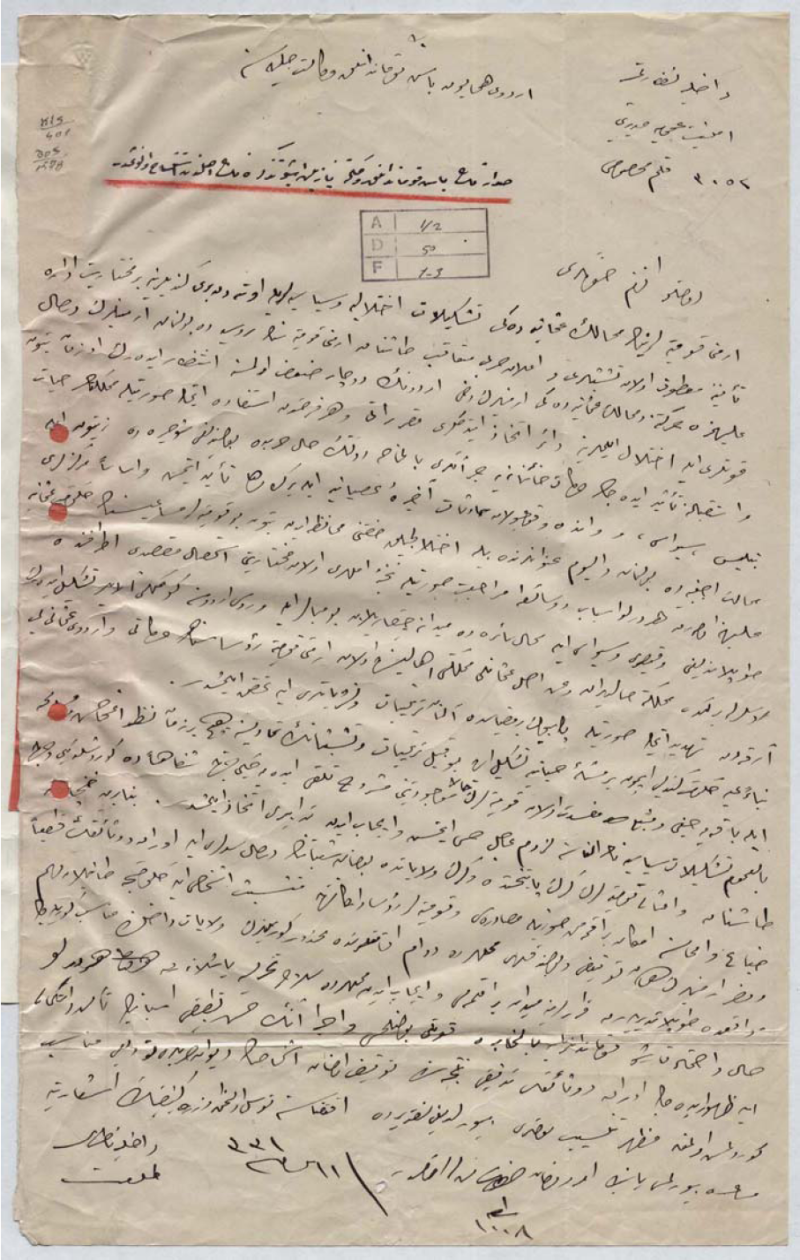
Original cópia das Instruções do Ministério do Interior, em 24 de abril de 1915

### Detenção
O Ministro do Interior Otomano, Talaat Paxá deu a ordem de detenção, em 24 de abril de 1915. A operação começou às oito horas da noite. Em Constantinopla, a ação foi liderada por Bedri Bey, o Chefe de Polícia da cidade de Constantinopla. Na noite de 24 e 25 de abril de 1915, uma primeira onda de 235 270 líderes arménios  de Constantinopla, clérigos, médicos, editores, jornalistas, advogados, professores, políticos, e outros foram presos após uma instrução do Ministério do Interior. As diferenças no número podem ser explicada pela incerteza da polícia pelos presos com mesmos nomes.
Houve mais deportações da capital. A primeira tarefa foi identificar os presos. Eles foram detidos por um dia em uma delegacia de polícia (turco-Otomano: Emniyeti Umumiye) e no Presídio Central. Uma segunda onda elevou os números de deportados para entre quinhentos e seiscentos.
Até o final de agosto de 1915, cerca de 150 armênios com cidadania russa foram deportados de Constantinopla para centros de detenção. Alguns dos detidos, incluindo o escritor Alexander Panossian, foram lançados no mesmo fim de semana antes de ser transferidos para Anatólia. No total, estima-se que 2 345 arménios notáveis foram presos e no fim das contas deportados, a maioria dos quais não eram nacionalistas, e não têm qualquer filiação política.

### Centros de detenção
Após a prolongação da Lei Tehcir, em 29 de maio de 1915, armênios a esquerda dos dois centros de detenção foram deportados para a Síria otomana. A maioria dos presos foram transferidos do Presídio Central sobre Saray Burnu pelo navio n.° 67 da companhia Şirket para a estação de Haydarpaşa. Depois de esperar por dez horas, eles foram enviados para um comboio especial, na direção de Ancara no dia seguinte. O comboio consistiu em 220 armênios. Um condutor de trem armênio detinha uma lista de nomes dos deportados. Ela foi entregue para o armênio Patriarca de Constantinopla, Zaven Der Yeghiayan, que imediatamente tentou, em vão, salvar quantos deportados fosse possível. O único embaixador estrangeiro que tentou ajudá-lo em seus esforços foi o embaixador dos Estados Unidos, Henry Morgenthau. Depois de uma viagem de 20 horas, os deportados saíram em Sincanköy, (perto de Ancara) terça-feira, ao meio-dia. Na estação Ibrahim, o diretor do Presídio Central de Constantinopla, fez a triagem. Os deportados foram divididos em dois grupos.
Um grupo foi enviado para Çankırı (e Çorum entre Çankırı e Amásia) e o outro para Ayaş. Os separados para Ayaş eram transportados em carroças por um par de horas a mais. Quase todos eles foram mortos meses mais tardes, em valas perto de Ancara. Apenas dez (ou treze) dos deportados deste grupo receberam permissão para retornar à cidade de Constantinopla. Um grupo de 20 dos presos em 24 de abril chegou a Çankırı em torno de 7 ou 8 de maio de 1915. Cerca de 150 presos políticos foram detidos em Ayaş, e outros 150 intelectuais foram detidos em Çankırı.

### Corte marcial
Alguns notáveis, tais como o Dr. Nazaret Daghavarian e Sarkis Minassian foram removidos em 5 de maio da prisão em Ayaş, e levados sob escolta militar para Diyarbakır, juntamente com Harutiun Jangülian, Karekin Khajag, e Rupen Zartarian para comparecer perante um tribunal marcial. Eles foram, aparentemente, assassinados por grupos paramilitares patrocinados pelo estado liderado por Cherkes Ahmet, e os tenentes Halil e Nazım, em uma localidade chamada Karacaören pouco antes de chegar em Diyarbakır. Marzbed, outro deportado, foi enviado para Kayseri para aparecer diante de uma corte marcial em 18 de maio de 1915.
Os militantes responsáveis pelos assassinatos foram julgados e executados em Damasco por Djemal Pasha, em setembro de 1915; o incidente mais tarde tornou-se o assunto de uma investigação do Parlamento Otomano em 1916, liderada por Artin Boshgezenian, deputado de Aleppo. Após Marzbed ser solto pelo tribunal, ele trabalhou sob uma falsa identidade otomana para os alemães em Intilli, no túnel ferroviário de Amanus. Ele fugiu para Nusaybin, onde caiu de um cavalo e morreu pouco antes do armistício.

### Repercussão
Vários prisioneiros foram libertados com a ajuda de pessoas influentes que intervieram em seu nome. Cinco deportados de Çankırı foram libertados após a intervenção do embaixador dos Estados Unidos, Henry Morgenthau. No total, 12 deportados foram concedido permissão para retornar à cidade de Constantinopla, a partir de Çankırı. Estes foram Komitas, Piuzant Kechian, Dr. Vahram Torkomian, Dr. Parsegh Dinanian, Haig Hojasarian, Nshan Kalfayan, Yervant Tolayan, Arã Kalenderian, Noyig Der-Stepanian, Vrtanes Papazian, Karnik Injijian, e Beylerian Jr. Quatro deportados tiveram permissão para voltar de Cônia. Estes foram Apig Miubahejian, Atamian, Kherbekian, e Nosrigian.
Os restantes foram deportados sob a proteção do governador do vilaiete de Ancara. Mazar Bei desafiou as ordens de deportação do ministro do Interior Talat Paxá, e no final de julho de 1915, foi substituído pelo membro da comissão central Atif Bey.

### Sobreviventes
Após o armistício de Mudros em 30 de outubro de 1918, vários sobreviventes intelectuais armênios voltaram para Constantinopla, que estava sob ocupação dos aliados. Eles começaram uma curta, mas intensa atividade literária que foi encerrada pela vitória turca na guerra de independência em 1923. Aqueles que escreveram memórias e livros sobre suas histórias durante a deportação incluem Grigoris Balakian, Aram Andonian, Yervant Odian, Teotig e Mikayel Shamtanchyan. Outros sobreviventes, como Komitas, desenvolveram casos graves de estresse pós-traumático. Komitas foi submetido a 20 anos de tratamento em manicômios até sua morte, em 1935.

## Dia da lembrança

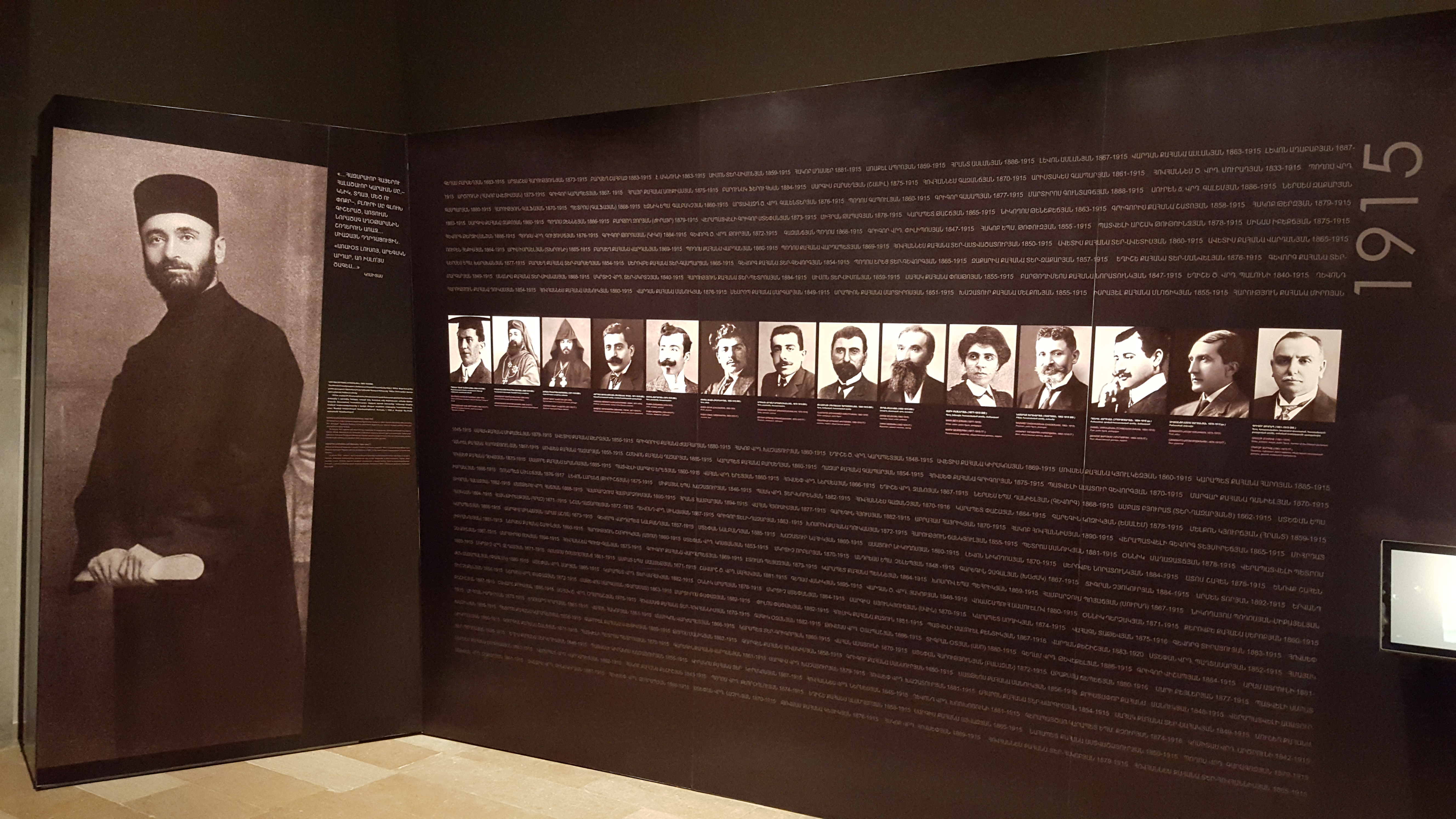
Uma exposição dedicada aos deportados intelectuais no museu do genocídio, em Yerevan.

A data oficial de lembrança do genocídio armênio é 24 de abril, dia que marcou o início da deportação dos intelectuais arménios. A primeira cerimônia, organizada por um grupo de sobreviventes do genocídio armênio, foi realizada em Istambul, em 1919, na igreja armênia da Santa Trindade. Muitas figuras proeminentes da comunidade armênia participaram da homenagem. Após sua primeira realização, a data tornou-se o dia anual de lembrança do genocídio armênio.